# 盔棘鼠
盔棘鼠（學名Hoplomys gymnurus），屬於哺乳綱嚙齒目棘鼠科。分佈在中美洲和南美洲的哥倫比亞、哥斯達黎加、厄瓜多爾、洪都拉斯、尼加拉瓜和巴拿馬，是盔棘鼠屬下唯一一種。